# جورج ريتشارد ليفين
جورج ريتشارد ليفين (بالألمانية: Georg Richard Lewin)‏ هو طبيب الجلد ‏ وطبيب ألماني، ولد في 25 أبريل 1820 في زوندرسهاوزن في ألمانيا، وتوفي في 1 نوفمبر 1896 في برلين في ألمانيا.